# 唐纳德·斯托克顿
唐纳德·斯托克顿（英語：Donald Stockton，1904年2月22日—1978年6月16日），加拿大男子摔跤运动员。他曾代表加拿大参加1924年、1928年和1932年夏季奥林匹克运动会摔跤比赛，其中1928年奥运会获得一枚银牌。